# Razzi arpia inferno e fiamme
Razzi arpia inferno e fiamme è il primo singolo estratto da Wow, album del gruppo musicale rock italiano Verdena. È stato pubblicato il 3 gennaio 2011 dall'etichetta discografica Universal.
Il testo è stato scritto a quattro mani da Alberto Ferrari e Roberto Longaretti, membro della band bergamasca Spread. Alberto Ferrari afferma: "Io avevo già scritto il mio, e lui ha scritto il suo senza vedere quello che avevo fatto io, poi abbiamo integrato le parti."
Sebbene sia stato scelto come primo singolo, stilisticamente è il pezzo che più si discosta dalle sonorità dell'album. Tuttavia la scelta è ricaduta su questo specifico brano perché è stato il primo scritto dopo Requiem e che quindi ha sancito la nascita di Wow.
Nell'EP Radar (Ejabbabbaje), allegato alla rivista XL Repubblica, sono presenti una versione alternativa con il ritmo delle percussioni differente e un remix realizzato dalla band bresciana Aucan.
Il 15 dicembre 2011 Razzi arpia inferno e fiamme si piazza in prima posizione nella classifica 'Top.it 2011' delle 100 canzoni dell'anno del sito rockit.it.

## Il video
Il video è composto da inquadrature del trio bergamasco che suona il brano, vestiti con delle lunghissime lenzuola bianche e circondati da ballerini con orecchie da coniglio sono alternate a inquadrature in cui membri della band sono ripresi singolarmente davanti a degli sfondi colorati e animati da altre persone.

### Produzione
Il video è stato realizzato con un budget di 5000 euro dalla casa di produzione indipendente Rumorest Film di cui fanno parte Ivana Smudja (regista), Davide Ferazza (produttore) e Elisa Ghiretti (direttrice di produzione) con la collaborazione del direttore della fotografia Mattia Campo. Le riprese sono durate complessivamente 12 ore. La regista di origini serbe aveva già precedentemente collaborato con la bassista dei Verdena, Roberta Sammarelli, realizzando il cortometraggio Berlikete presentato al Cortopotere ShortFilmFestival nel 2009 e all'Anti Mtv Day di Bologna.

### Diffusione
Il videoclip del brano è stato diffuso il 13 dicembre 2010 su Rock TV e Deejay TV e su MTV+ il 14 dicembre, mentre il singolo è stato pubblicato sulle piattaforme digitali il 3 gennaio 2011.

## Crediti
- Alberto Ferrari - voci, chitarre, mellotron
- Luca Ferrari - batteria, percussioni
- Roberta Sammarelli - basso